# Варакина, Наталья Сергеевна
Наталья Сергеевна Варакина (бел. Наталля Сяргееўна Варакіна; род. 20 июня 2001 года) — белорусская спортсменка, борец вольного стиля. Бронзовый призёр чемпионата Европы 2025 года. Бронзовый призёр юношеских Олимпийских игр 2018 года.

## Спортивная карьера
С 2016 года Наталья принимает участие в международных состязаниях по борьбе. В 2018 году на летних юношеских Олимпийских играх в Аргентине в весовой категории до 49 кг стала обладательницей бронзовой медали.
В 2021 году дебютировала на чемпионате Европы в весовой категории до 50 кг, стала 10-й в итоговом протоколе. В этом же году дебютировала и на чемпионате мира, где по итогам соревнований в категории до 50 кг стала 8-й.
В 2024 году стала чемпионкой Европы среди спортсменов не достигших возраста 23-х лет.
В апреле 2025 года на чемпионате Европы в Братиславе в весовой категории до 50 кг завоевала бронзовую медаль. В схватке за третье место одолела соперницу из Франции.